# Oswaldo Reynoso
Jorge Oswaldo Reynoso Díaz (Arequipa, 10 de abril de 1931 - Lima, 24 de mayo de 2016) fue un escritor y profesor peruano. Miembro de la «Generación del 50», es considerado uno de los autores más destacados de la narrativa contemporánea de su país; a pesar de lo cual no alcanzó la proyección internacional de otros integrantes de la misma como Julio Ramón Ribeyro o Mario Vargas Llosa hasta sus últimos años. Sus obras más importantes incluyen el libro de cuentos Los inocentes (1961) y las novelas En octubre no hay milagros (1965) y Los eunucos inmortales (1995).

## Biografía

### Primeros años y formación
Nació en el barrio de San Lázaro de Arequipa, el 10 de abril de 1931, siendo el sexto de los ocho hijos de Luis Reynoso y Rosa Díaz, ambos tacneños y residentes de la provincia durante la ocupación chilena. Su vocación por la lectura le fue inculcada desde temprano, gracias a la biblioteca familiar y a la Biblioteca Municipal de Arequipa, por entonces a cargo del poeta César Atahualpa Rodríguez, quien hacía traer libros de Buenos Aires llevados por ferrocarril desde Mollendo, gracias a lo cual tuvo acceso tanto a autores locales como extranjeros, clásicos y contemporáneos. Así, además de escritores nacionales como Abraham Valdelomar y César Vallejo, a quienes siempre admiró, leyó a argentinos como Jorge Luis Borges y Julio Cortázar y a clásicos universales como Honoré de Balzac, Fiodor Dostoievski y León Tolstoi, además de poetas franceses, especialmente los simbolistas como Arthur Rimbaud, Paul Verlaine, Charles Baudelaire, Stéphane Mallarmé o el Conde de Lautréamont, entre muchos otros.
Como hijo de una familia de tradición católica, cursó sus estudios primarios en el Colegio de los Hermanos Cristianos de La Salle, por entonces a cargo de sacerdotes españoles de ideología franquista, de quienes recibió una severa formación religiosa y conservadora que lo marcó durante toda su infancia, hasta que el descubrimiento de la sexualidad en la adolescencia lo acercó al ateísmo. Por el contrario, en el Colegio San Francisco de Asís, donde cursó la secundaria, tuvo como profesores a intelectuales como Héctor Cornejo Chávez y Mario Polar Ugarteche, gracias a quienes recibió una formación más laica.
En 1950 Reynoso se matriculó en la carrera de Letras en la Universidad Nacional de San Agustín, el mismo año en que participó de la huelga de estudiantes contra la dictadura de Odría. La represión del Ejército contra los huelguistas fue otra experiencia que lo marcó tempranamente, ya que no sólo le tocó ver cómo retiraban los cadáveres de los edificios, sino que además en el transcurso de la misma su casa fue ocupada por la policía y se llevaron detenido a su padre, acusado de ser un espía chileno. Tanto Luis Reynoso como su esposa eran estigmatizados por haber nacido en Tacna durante la ocupación chilena, algo que le molestaba profundamente, al punto de decirle a su hijo en su lecho de muerte, un año más tarde, «Oswaldito, muero sin patria».
Tras la muerte de su padre, en 1952 se trasladó a Lima al conseguir una beca para estudiar el profesorado de Lengua y Literatura en el Instituto Pedagógico Nacional, que poco después se convirtió en la Escuela Normal Superior Enrique Guzmán y Valle, más conocida como La Cantuta, de donde egresó como profesor en 1954.

### Comienzos de su carrera literaria. Grupo Narración
Durante sus años en La Cantuta Reynoso tuvo sus primeros contactos con otros escritores, algunos de los cuales como Manuel Moreno Jimeno, Walter Peñaloza y José María Arguedas, fueron profesores suyos y más tarde colegas. Una vez recibido, ejerció como docente en diversas instituciones, tanto en colegios de Lima y Venezuela como en universidades, incluyendo la Universidad de San Agustín, La Cantuta, la Universidad de Huamanga o la Universidad Federico Villarreal. Por entonces también conoció a Wáshington Delgado, Eleodoro Vargas Vicuña, Javier Sologuren y Alejandro Romualdo, con quienes empezó a compartir no solo las aulas universitarias, sino también largas horas en el bar El Palermo, emblemático establecimiento ubicado en La Colmena, que durante años sirvió de punto de reunión a escritores, periodistas y profesores.
En 1955 publicó su primer libro, el poemario Luzbel; sin embargo, aun cuando parecía iniciar una promisoria carrera como poeta, Reynoso prefirió dedicarse a la narrativa. Fue así que en apenas unos meses escribió una serie de cuentos en los que recrea el mundo de los jóvenes limeños marginales, basados en sus propias experiencias de adolescencia y como profesor, que después, alentado por sus amigos, reunió en Los inocentes, publicado en 1961. El mismo día de la presentación en el bar Palermo, Reynoso le dio el libro a Martín Adán, a quien admiraba y que también era cliente frecuente del lugar. Algunas semanas después, el poeta le dijo «su libro me dio miedo por usted, usted va a sufrir mucho en el Perú».
Las palabras de Adán resultaron proféticas, ya que el libro escandalizó a la crítica literaria y la prensa de la época, que lo calificó de «pornográfico», y al autor de «corruptor de menores», llegando incluso a reclamar que se le retire su título de profesor por escribir cosas impropias de alguien de esa profesión. Según César Toro Montalvo, la sociedad peruana machista y conservadora de ese entonces no estaba preparada para la audacia de Reynoso, no tanto por la temática adolescente (que ya venían abordando otros autores) sino por su tratamiento de temas como la sexualidad (en particular la homosexualidad) y el uso del argot callejero sin eufemismos, como se estilaba hasta poco antes. Al respecto, el mismo escritor dijo: «Yo no soy un moralista. Los moralistas pretenden el mejoramiento individual del hombre, quiero que la sociedad entera se salve. Pues bien, yo he deseado una sociedad en la que no existe el amor y en la que la sexualidad es una forma de evasión, una forma de olvido de sí mismo». En contraste con los furibundos ataques de la prensa, la obra fue defendida entre otros por Wáshington Delgado y José María Arguedas, quien escribió que «Reynoso ha creado un estilo nuevo: la jerga popular y la alta poesía reforzándose, iluminándose. Nos recuerda un poco a Rulfo en esto». Con todo, el libro logró convertirse en un referente de la literatura urbana, como lo probó el hecho de que en 1964 tuviera una segunda edición en la colección Populibros, dirigida por Manuel Scorza, con el título Lima en rock, ya que Scorza consideró que el original era «demasiado intelectual». Esta segunda edición, de diez mil ejemplares, contribuyó a aumentar su popularidad entre el público, y aun en la actualidad Los inocentes sigue siendo la obra más reeditada y traducida de Reynoso.
Con la aparición de su primera novela, En octubre no hay milagros, en 1965, donde hace una descarnada crítica al clasismo y el racismo de la sociedad y el sistema político, el escándalo y la polémica fueron aun más violentos. El crítico José Miguel Oviedo dijo que la novela tenía «páginas hediondas que deben arrojarse, sin más, a la basura» y se refirió a Reynoso como «un marxista rabioso fascinado por la abyección, la morbosidad y la inmundicia en que se revuelca el hombre de esta misma pudibunda ciudad». En esta ocasión, los encargados de defender la obra fueron Sebastián Salazar Bondy y Mario Vargas Llosa, irónicamente un autor al que Oviedo le había dedicado críticas elogiosas. Pese a los nuevos ataques de la prensa y la crítica oficial, la novela se volvió un clásico de culto, manteniéndose junto con Los inocentes como las obras más populares de Reynoso entre el público.
El mismo año de su debut como novelista, el escritor fundó el Grupo Narración en compañía de Miguel Gutiérrez y Antonio Gálvez Ronceros, con la idea de editar una revista literaria con el mismo nombre, que pretendía ser al mismo tiempo un espacio de difusión de la nueva narrativa y un espacio de discusión crítica y política desde una perspectiva marxista.  La publicación sacó su primer número en noviembre de 1966, y en su breve trayectoria reunió a importantes exponentes de la narrativa, la poesía y la ensayística peruanas, entre ellos, José Watanabe, Augusto Higa, Eduardo González Viaña, Roberto Reyes Tarazona, Hildebrando Pérez Huarancca, Ana María Mur y Rosa Carbonel.
En 1970 publicó El escarabajo y el hombre, donde presenta una estructura más experimental (tres planos narrativos superpuestos) y profundiza el trabajo con el lenguaje, a la vez que su visión sobre el hombre y la sociedad se vuelve más pesimista; sin embargo, al momento de su aparición no tuvo la repercusión de sus dos libros anteriores, debido a la censura de la prensa, que apenas le dedicó un comentario, reacción que Reynoso atribuyó al hecho de haber insultado a  los críticos literarios durante la presentación en el Palermo. El escritor no volvió a publicar otra obra durante los siguientes veintitrés años.
El fracaso crítico de su última novela no le impidió seguir con sus proyectos. Fue así que en julio de 1971 se publicó el segundo número de Narración, el cual exhibió una radicalización de las ideas políticas del grupo, expresada en la crítica al gobierno de Juan Velasco Alvarado, postura que contrastaba con la de otros escritores e intelectuales izquierdistas que adhirieron al régimen por sus políticas nacionalistas y distribucionistas. La radicalización fue aun más lejos en el tercer número, aparecido en julio de 1974, en el que se debatió la necesidad de la lucha armada contra «la burocracia y el Ejército». Sin embargo, los proyectos personales de sus integrantes y el fracaso de un proyecto editorial que no prosperó llevaron a la descontinuación de la revista en 1976.
Un año más tarde, al ser cesado de su cargo de vicerrector de La Cantuta por la intervención de la dictadura de Morales Bermúdez, el escritor aprovechó una oferta de empleo para viajar a la República Popular China, país donde, con excepción de algunas esporádicas visitas a su familia, residió los siguientes doce años.

### Estadía en China y segunda etapa de su obra
Reynoso llegó a China en 1977 contratado como corrector de estilo en la agencia Xinhua, para la que también trabajó Miguel Gutiérrez por esos años; al mismo tiempo, continuó con su labor docente como profesor en la Universidad de Pekín. La intención de Reynoso al viajar al país asiático era hacer la experiencia de vivir en un país socialista; sin embargo, no tardó en desencantarse, ya que su llegada coincidió con el inicio de las reformas políticas y económicas impulsadas por Deng Xiaoping, con las que se abandonó el maoísmo en favor de un socialismo de mercado, al que Reynoso  consideró una restauración capitalista. Aun así, permaneció en el país hasta 1989, cuando se produjeron las protestas estudiantiles en la Plaza de Tiananmén que terminaron con la represión del gobierno contra los manifestantes, tras lo cual regresó definitivamente al Perú.
El regreso a su país natal coincidió con el auge del conflicto interno protagonizado por Sendero Luminoso, grupo armado de orientación maoísta liderado por Abimael Guzmán, un ex profesor universitario al que Reynoso conoció en Arequipa. Las opiniones del escritor sobre las acciones de Sendero, considerada una organización terrorista por el gobierno y amplios sectores de la sociedad peruana, fueron objeto de polémica en 2012, a raíz de una entrevista en la que calificó a Guzmán de «humanista» y rechazó considerar a los senderistas como terroristas, alegando que el conflicto había sido una etapa del proceso histórico del país, y que no se habían resuelto los problemas que produjeron el surgimiento de la organización. Posteriormente, Reynoso declaró que su opinión sobre Guzmán se había malinterpretado.
En 1992 volvió a ser blanco de persecución política, al ser incluido en una lista de sospechosos de delitos de terrorismo por el régimen de Alberto Fujimori. El escritor fue vigilado y acusado formalmente, por lo que llegó a pasar todo un año encerrado en su casa para evitar ser detenido; finalmente, la causa en su contra se interrumpió por el escándalo de la masacre de La Cantuta y fue declarado inocente. En paralelo a la persecución policial, Reynoso se encontró con que también era buscado por jóvenes lectores y escritores, por lo que empezó a reunirse con ellos en bares y cafés del centro de Lima, como el Queirolo de la calle Quilca, para departir de literatura o leer las obras que le llevaban; tiempo después comenzó a dictar talleres literarios en su departamento.
Después de más de dos décadas, Reynoso volvió a la publicación con En busca de Aladino y Los eunucos inmortales, dos obras notoriamente autobiográficas, basadas en sus años en China. Con estas novelas se abre lo que la crítica considera el segundo período de su obra, caracterizado por una perspectiva más intimista, centrada en la búsqueda de la felicidad personal a través de la contemplación homoerótica, a la vez que introduce elementos autorreferenciales que desde entonces se volverían recurrentes. Pese a no ser de sus novelas más comentadas, algunos autores consideran a Los eunucos inmortales como la obra más ambiciosa y acabada del escritor.

### Últimos años
Los últimos años de Reynoso estuvieron marcados por un creciente reconocimiento institucional y la canonización de su figura como autor, ya que sus libros Los inocentes y En octubre no hay milagros empezaron a ser incluidos en los planes de lectura de colegios secundarios, lo que llevó a que fuera descubierto por una nueva generación de lectores, como ya le había pasado en los noventa. Tras otro hiato de diez años, en 2005 publicó El goce de la piel, seguido de Las tres estaciones, donde recupera cuatro cuentos escritos en los años sesenta y revisados para su publicación. A principios de 2006, la Universidad Ricardo Palma reunió su obra completa en dos volúmenes, bajo el título de Narraciones, si bien también se incluyó su poemario Luzbel y una serie de crónicas que escribió para Expreso, así como una novela inédita e inconclusa, Los Kantús, de la que sólo se publicaron algunos capítulos sueltos en revistas.
El reconocimiento oficial en su país coincidió con el descubrimiento de su obra en el extranjero, que también se produjo por entonces. Así, en 2009 una editorial independiente editó En octubre no hay milagros por primera vez en Argentina, lo que hizo que la prensa de ese país hablara de «el secreto mejor guardado de la literatura peruana», tras lo cual se sucedieron viajes a ferias y presentaciones en Argentina, Chile y Colombia, y le llegaron ofertas para traducir Los inocentes y El escarabajo y el hombre al francés y el búlgaro, mientras que En octubre no hay milagros se tradujo al italiano. Sin embargo, Reynoso en varias ocasiones manifestó su desinterés por la difusión de sus obras en el extranjero, declarando que escribía para los lectores peruanos.
En 2011 el Centro Cultural de España en Lima organizó un homenaje por sus ochenta años y los cincuenta de la publicación de Los inocentes; y dos años después recibió el  Premio Casa de la Literatura Peruana «en reconocimiento a su destacada contribución a la literatura peruana, en cuya obra narrativa coinciden diestramente la prosa refinada y la reivindicación del universo urbano popular». Por esa época publicó sus últimos libros, En busca de la sonrisa encontrada, en 2012, la novela inédita recuperada El gallo gallina y Arequipa, lámpara incandescente, en la que evoca sus años de infancia y adolescencia en su ciudad natal, ambas en 2014.
Después de algunos años de padecer diversos trastornos de salud, como diabetes y problemas de la presión que lo obligaron a dejar de beber, Reynoso falleció de un infarto en su departamento de Jesús María, frente al Parque Alberti, en la madrugada del 24 de mayo de 2016, un mes y medio después de cumplir ochenta y cinco años. Sus restos fueron velados en la Casa de la Literatura Peruana, con la asistencia de amigos y jóvenes admiradores que formaron multitudinarias filas para despedirlo. De acuerdo con su última voluntad, su cuerpo fue cremado y sus cenizas arrojadas al cráter del Misti. Un mes después de su muerte, y como lo solicitó, fue publicada una foto del escritor junto a un joven desnudo realizada por el fotógrafo peruano Lorry Salcedo.
En los meses previos a su fallecimiento, el escritor había anunciado la publicación de otras dos novelas, Huamanga Huamanga, de próxima aparición, y Capricho en azul, publicada en 2020, a las que hay que sumar las hasta dos mil páginas de escritos inéditos encontradas en su escritorio.

## Temas y estilo
Las primeras obras de Reynoso se encuadran en los tópicos y procedimientos característicos de la Generación del 50, que si en lo formal incorpora influencias de las vanguardias europeas, el modernismo anglosajón y la Generación Perdida, en lo temático incursiona en un realismo urbano (inaugurado por Enrique Congrains con sus obras Lima, hora cero y No una, sino muchas muertes) en el que la mirada sobre las barriadas marginales de la ciudad se convierte en visión crítica del conjunto de la sociedad. Sin embargo, a partir de su estadía en China se produce un notable cambio de tono y de enfoque, lo que ha llevado a la crítica a distinguir al menos dos momentos en su narrativa:
- Un primer período (1961 - 1970) donde predomina una crítica social expresada en el retrato de la degradación de las clases medias limeñas, tomando a jóvenes y adolescentes marginales como protagonistas. Está formado por sus dos obras más populares, Los inocentes y En octubre no hay milagros, a las que hay que agregar la más experimental El escarabajo y el hombre, con la que cierra esta etapa de su producción.[9][61]

- Un segundo período (1993 - 2016) en el cual se pasa a un tono más intimista, centrado en la búsqueda de la felicidad a través de la contemplación homoerótica, a la vez que los elementos autobiográficos se vuelven más evidentes, ya que Reynoso comienza a incluirse como protagonista o aludir a experiencias de su propia vida en sus obras.[9]  En esta etapa (que incluye novelas como En busca de Aladino, El goce de la piel y la que algunos consideran la obra maestra de Reynoso, Los eunucos inmortales) el autor comienza a borrar los límites de los géneros, fundiéndolos en un tipo de texto inclasificable que transita entre el cuento, la novela, la memoria, la fantasía y la prosa poética, como puede verse en En busca de la sonrisa encontrada o la póstuma Capricho en azul.[62][63]

Esta división no debe considerarse como tajante, ya que hay elementos recurrentes en todos los libros de Reynoso, como el trabajo con el lenguaje, que resulta en la creación de imágenes poéticas y de gran plasticidad visual, la presencia de jóvenes o adolescentes, el descubrimiento de la sexualidad y la crítica a los poderosos, presente sobre todo en sus dos novelas más extensas, En octubre no hay milagros y Los eunucos inmortales.
Un elemento poco abordado en su dimensión específica por la crítica han sido las relaciones homoeróticas, a pesar de ocupar un lugar central en la obra y la estética del autor. Para Miguel Gutiérrez, uno de los primeros en ocuparse de la cuestión, en Reynoso la homosexualidad aparece despojada de cualquier trascendencia espiritual, amatoria o de cualquier otro tipo, quedando solo como una «apetencia compulsiva», la cual o bien actúa como una suerte de tentación perversa, «un fantasma que pervierte la virilidad» y contra el cual los protagonistas deben luchar (como en Los inocentes), o bien funciona como instrumento de poder y dominio (como en En octubre no hay milagros). Análisis más recientes convalidaron en líneas generales esta interpretación, pero ampliándola con la lectura de las obras publicadas a partir de los noventa, en las que el elemento erótico adquiere una mayor dimensión, despojándose paulatinamente de la cuota de culpa con que es abordado en un principio, hasta volverse el objeto privilegiado de la narración. Este erotismo, sin embargo, no se manifiesta en el encuentro sexual, sino a través de la mirada deseante del narrador sobre los cuerpos masculinos jóvenes, que le recuerdan su propia juventud y adolescencia, por medio de evocaciones que establecen vínculos y paralelismos con su presente, como se ve en En busca de Aladino, El goce de la piel y En busca de la sonrisa encontrada, donde los jóvenes ya no aparecen como víctimas de la violencia que provoca la marginación social, sino como símbolo de la belleza y la felicidad anheladas o perdidas. En ese sentido, algunos autores distinguen entre deseo homosexual, el cual a pesar de exhibir actitudes y gestos homosexuales se mueve dentro de los códigos y usos de la heteronorma sin interpelarla, basándose en el uso y control del otro (p. ej., la relación entre Don Manuel y Tito en En octubre no hay milagros); y deseo homoerótico, el cual incorpora lo emocional afectivo sin preocuparse de las normas y clasificaciones, guiándose únicamente por la atracción por la belleza, y en el que caben experiencias como la amistad, la intimidad, el amor y el sexo (p. ej., la relación entre el narrador y Malte en En busca de Aladino y El goce de la piel).
Finalmente, otro elemento relevante en torno a la figura de Reynoso ha sido la política, en especial en sus primeras obras. El escritor se definía como socialista desde su juventud, y siguió haciéndolo aun después del desencanto que supuso su experiencia en China, lo que le costó desde persecuciones políticas y detenciones (como en 1979, cuando fue detenido por el régimen de Morales Bermúdez, acusado de integrar un levantamiento contra el gobierno, siendo liberado por gestiones de Vargas Llosa) hasta la condena pública por sus obras o sus ideas. Sin embargo, más que en una actuación política o en su literatura (nunca integró ningún partido u organización, ni adhirió al realismo socialista o cualquier otra concepción panfletaria o propagandística), su ideología se expresó sobre todo en su relación con las instituciones culturales y los escritores "oficiales": crítico intransigente del establishment de la capital (la llamada "argolla") y de las editoriales trasnacionales, prefería publicar en editoriales independientes, con precios al alcance de los sectores populares, lo que ha llevado a que muchas de sus obras sean difíciles de conseguir por encontrarse agotadas o descatalogadas. Por lo mismo, evitaba los cenáculos y los congresos literarios; era más común encontrarlo en cantinas, bares o cualquier lugar donde pudiera sentarse a tomar una cerveza y hablar de literatura con la gente, especialmente los jóvenes, que a menudo se reunían a escucharlo narrar sus cuentos. En sus últimos años también acostumbraba presentarse en escuelas o pequeñas ferias y eventos de ciudades de provincia como Arequipa, Huancayo y Ayacucho, buscando visibilizar a los escritores de provincias que a su criterio estaban escribiendo una literatura más interesante que los autores limeños. En los contados casos en los que aceptó participar en actos más grandes, como cuando integró la comitiva de Perú en la Feria del Libro de Bogotá en 2014, o como jurado del concurso “El cuento de las mil palabras” organizado por la revista Caretas, alegó sentirse censurado o marginado por los organizadores.
Actualmente, Reynoso ya es considerado un escritor clave en la literatura peruana contemporánea, no solo como representante de la Generación del 50 o de la literatura urbana, sino como un original creador que se convirtió en referente de varias generaciones de autores y lectores, por su espíritu rupturista y su defensa de su estética por encima de lecturas moralistas, ganándose el favor de la prensa sin ingresar en los circuitos comerciales, reconocido incluso por quienes no coinciden con sus posturas políticas, como lo demostró la recepción crítica de sus obras de madurez.

## Obras

### Poesía
- Luzbel (1955)

### Cuentos
- Los inocentes / Lima en rock (1961)
- Las tres estaciones (2006)
- En busca de la sonrisa encontrada (2012)

### Novelas
- En octubre no hay milagros (1965)
- El escarabajo y el hombre (1970)
- En busca de Aladino (1993)
- Los eunucos inmortales (1995)
- El goce de la piel (2005)
- El gallo gallina (2014)
- Arequipa lámpara incandescente (2014)
- Capricho en azul (2020)

## En otros medios
- El Príncipe, cortometraje-episodio dirigido por Pili Flores Guerra incluido en la película coral Cuentos inmorales de 1978.[79]
- Los inocentes. Relatos de collera, obra de teatro de 2018 dirigida por Sammy Zamalloa e inspirada en el libro de Reynoso.[80]